# Жолнускау
Жолнускау (каз. Жолнұсқау) — село в Куршимском районе Восточно-Казахстанской области Казахстана. Входит в состав Балыкшинского сельского округа. Код КАТО — 635237300.

## Население
В 1999 году население села составляло 284 человека (146 мужчин и 138 женщин). По данным переписи 2009 года, в селе проживали 333 человека (164 мужчины и 169 женщин).